# Typhlobolellus whiteheadi
Typhlobolellus whiteheadi är en mångfotingart som beskrevs av Hoffman 1969. Typhlobolellus whiteheadi ingår i släktet Typhlobolellus och familjen Typhlobolellidae. Inga underarter finns listade i Catalogue of Life.